# Pitelis-See
Der Pitelis-See (lettisch Peiteļa ezers oder Pītelis; russisch Питель Pitel) ist ein See in Osteuropa, der in Lettland und Russland (Oblast Pskow) liegt.
Durch den See fließt die Rūbeža, ein Nebenfluss der Zīlupe. Die Staatsgrenze und damit die EU-Ostgrenze verläuft etwa in der Mitte des Sees. Die Umgebung ist sumpfartig.